# Igea
Igea település Spanyolországban, La Rioja autonóm közösségben. Igea Valdemadera, Cornago, Villarroya, Grávalos és Cervera del Río Alhama községekkel határos. Lakosainak száma 649 fő (2024).

## Népesség
A település népessége az elmúlt években az alábbi módon változott:
| Lakosok száma | 750  | 732  | 707  | 706  | 698  | 644  | 607  | 595  | 639  | 649  |
|               | 2001 | 2004 | 2007 | 2009 | 2012 | 2014 | 2017 | 2019 | 2022 | 2024 |